# Михалин (Ровненская область)
Миха́лин (укр. Михалин) — село в Березновской городской общине Ровненского района Ровненской области Украины.
До 2020 года входило в Березновский район.
Население по переписи 2001 года составляло 802 человека. Почтовый индекс — 34640. Телефонный код — 3653. Код КОАТУУ — 5620480403.